# Ascher Ochana
Ascher Ochana (hebräisch אשר אוחנה; * 1945 in Marokko) ist ein ehemaliger israelischer Minister der Partei Schas.

## Leben
Ochana wanderte 1956 nach Israel ein und besuchte ab 1962 die Hochschule „Chabad“. Anschließend absolvierte er seinen Zivildienst und arbeitete danach als Buchhalter. Er war vom 7. März 2001 bis zum 28. Februar 2003 Minister für Dienstleistungen zur Religionsausübung und damit der einzige Minister ohne Sitz in der Knesset.